# Chiesa di Sant'Antonino Martire (Pofi)
La chiesa di Sant'Antonino martire a Pofi, in provincia di Frosinone, è un'antica chiesa romanica che sorge nella contrada La Cupa.

## Storia e descrizione
La chiesa di Sant'Antonino è stata costruita tra l'XI e il XII secolo nel luogo in cui, secondo un'antica tradizione, Sant'Antonino avrebbe fatto sgorgare una fonte per dissetare i viandanti diretti a Roma.
La chiesa è in stile romanico e ha la facciata a capanna affiancata dal campanile a più piani con bifore. L'interno della chiesa ha una sola navata ed è affrescato con Scene dell'Inferno, del Paradiso e del Purgatorio ispirate alla Divina Commedia di Dante Alighieri.